# Palaeopsylla kueichenae
Palaeopsylla kueichenae är en loppart som beskrevs av Xie Baoqi et Yang Guangrong 1982. Palaeopsylla kueichenae ingår i släktet Palaeopsylla och familjen mullvadsloppor. Inga underarter finns listade i Catalogue of Life.